# Andriuszyno (obwód tiumeński)
Andriuszyno (ros. Андрюшино) – wieś (sieło) w Rosji, w obwodzie tiumeńskim, w rejonie niżnietawdińskim. W 2010 liczyła 571 mieszkańców.